# 高橋美佳
高橋 美佳（たかはし みか）は、日本のフリーアナウンサー。旧姓は、中里（なかさと）。

## プロフィール
- 血液型：B型
- 出身地：岩手県岩手郡滝沢村（現在の滝沢市）[1]
- 出身校：岩手大学教育学部（教員免許取得）
- 趣味：中国映画鑑賞

## 人物
- 大学時代、1年間中国に留学した。私費ではなく、文部省派遣の国費留学生だった。
- 2002年、北日本放送に入社した。中国語を流暢に話し、北日本放送時代には日中2か国語での司会を務めた[何の?]。
- 2006年4月、テレビ岩手へ移籍した。2008年4月には青森放送の『@なまてれ』に、ディレクターという形で同局のスタジオから出演した（『5きげんテレビ』との交流コーナー）。
- 2010年に結婚し、同年3月15日から「高橋」姓で活動している。
- 2019年3月、テレビ岩手を退社した。退社後も引き続きリポーターとして出演する。

## 担当番組

### テレビ番組
- KNBわいどプラス1（北日本放送） - メインキャスター、水曜日のみ富山駅前でのリポート担当
- 5きげんテレビ（テレビ岩手） - キャスター
- わくわくDokaaaan!（テレビ岩手）
- 月刊 元気一番"生"テレビ（テレビ岩手）
- 週末はファンキーSOUL（テレビ岩手）
- いわてなんでもランキング 上へまいりまーす（テレビ岩手）
- 夢・見る・ピノキオ（テレビ岩手） - ナレーション

### ラジオ番組
- コンビニラジオ相本商店いらっしゃいませ〜（北日本放送） - 月曜日から水曜日の店員（アシスタント）